# Pornothemis starrei
Pornothemis starrei is een libellensoort uit de familie van de korenbouten (Libellulidae), onderorde echte libellen (Anisoptera).
De wetenschappelijke naam Pornothemis starrei is voor het eerst geldig gepubliceerd in 1948 door Lieftinck.